# John A. Burns

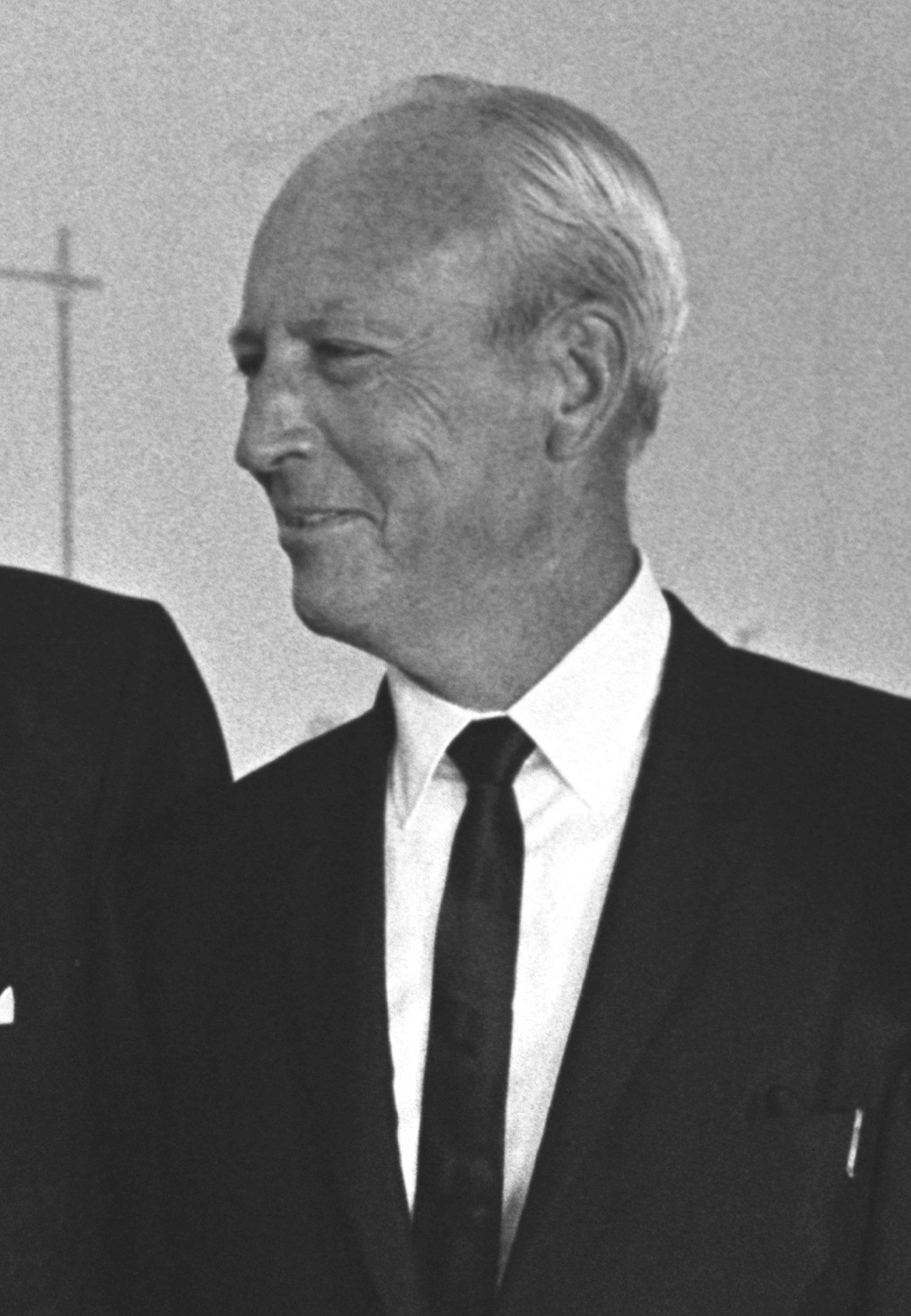
John A. Burns.

John Anthony Burns, född 30 mars 1909 i Fort Assinniboine, Montana, död 5 april 1975 i Honolulu, Hawaii, var en amerikansk demokratisk politiker. Han var den andra guvernören i delstaten Hawaii 1962-1974.
Burns studerade vid University of Hawaii. Han representerade Hawaiiterritoriet som en icke röstberättigad delegat i USA:s kongress 1957-1959. Han förespråkade att Hawaii skulle bli delstat, vilket också skedde år 1959. Han förlorade det första guvernörsvalet mot William F. Quinn. Han vann sedan guvernörsvalet 1962 och omvaldes 1966 och 1970.
Burns insjuknade och var 1973 inte längre kapabel att sköta sina ämbetsuppgifter som guvernör. Viceguvernören George Ariyoshi tog hand om de officiella uppgifterna som tillförordnad guvernör och efterträdde 1974 Burns som guvernör.
Burns var katolik. Hans grav finns på National Memorial Cemetery of the Pacific i Honolulu.